# Línia 13 del metro de París
La línia 13 del metro de París és una de les setze línies del metro de París. La línia està formada a partir de la fusió entre la línia B de la xarxa Nord-Sud i de l'antiga línia 14 de CMP. La seva creació tenia per objecte substituir una línia nord-sud de RER.
Aquesta és la línia més llarga de la xarxa parisenca amb 24,3 km de longitud. Va portar uns 110 milions de passatgers l'any 2004, uns 540.000 viatgers a la setmana, i el trànsit anual s'espera que creixi uns deu milions de passatgers.
Es tracta d'una de les líneas amb més passatgers de París.

## Història

### Cronologia
- 26 de febrer de 1911: inici del servei entre Saint-Lazare i Porte de Saint-Ouen.
- 20 de gener de 1912: obertura del ramal de la Fourche a Porte de Clichy.
- 21 de gener de 1937: obertura de l'antiga línia 14 entre Porte de Vanves Bienvenüe.
- 27 de juliol de 1937: ampliació de la línia 14 de Bienvenüe a Invalides.
- 30 de juny de 1952: perllongament al nord fins a Carrefour Pleyel.
- 27 de juny de 1973: ampliació al sud fins a Miromesnil.
- 18 de febrer de 1975: la línia arriba a Champs-Élysées - Clemenceau.
- 20 de juny de 1976: perllongament fins a Basilique de Saint-Denis.
- 9 de novembre de 1976: s'obra un nou tram connectant Champs-Élysées - Clemenceau amb Invalides, i fusió de la línia 13 amb l'antiga línia 14 que coincideix amb la perllongació fins a Châtillon - Montrouge.
- 9 maig de 1980: ampliació fins a Gabriel Péri.
- 25 de maig de 1998: ampliació fins a Saint-Denis - Université.
- 14 de juny de 2008: nova ampliació al nord, obertura de l'estació Asnières - Gennevilliers.